# Ulrike Krumbiegel

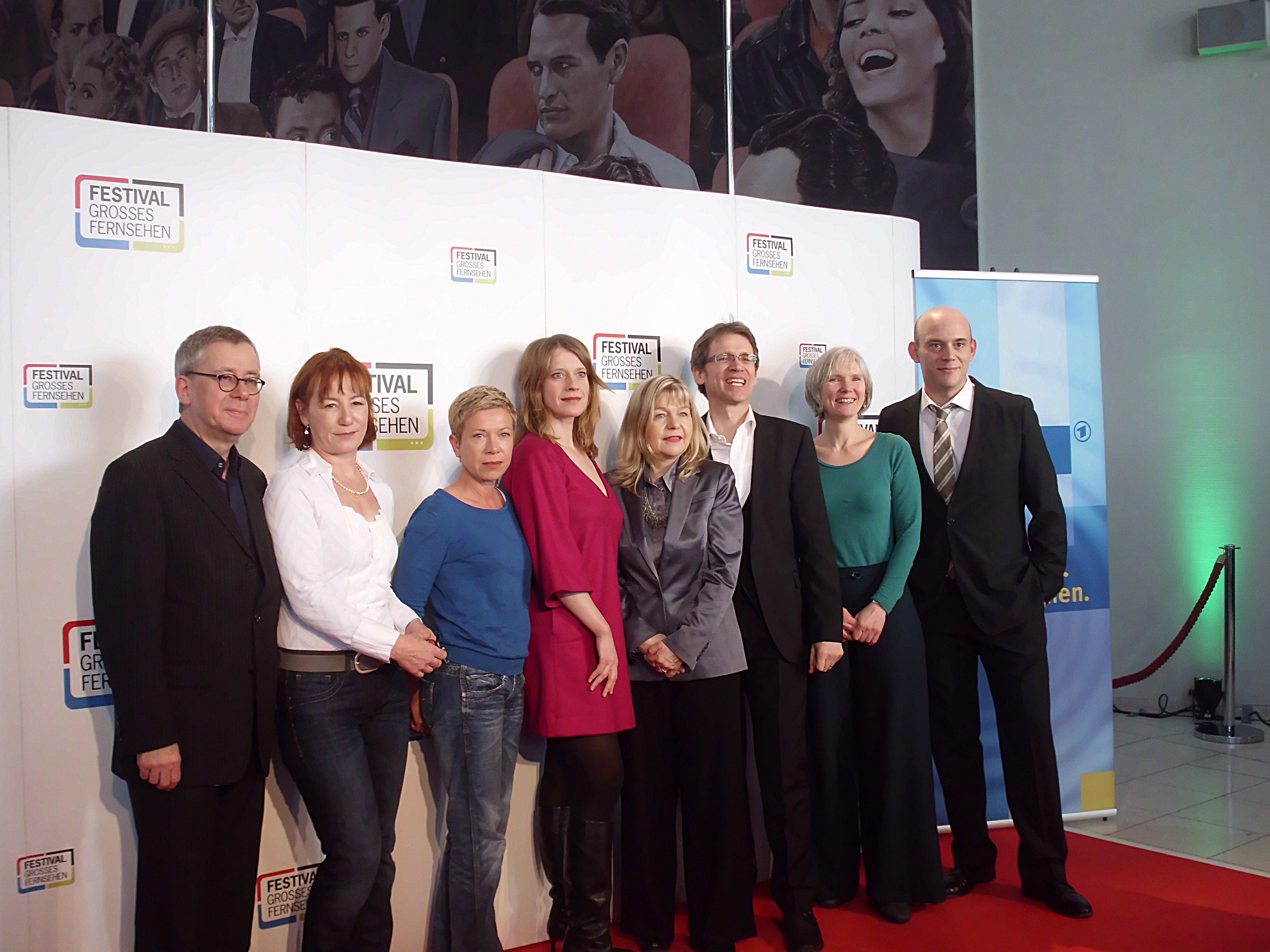
Ulrike Krumbiegel (2. v. l.) beim Festival Großes Fernsehen 2013

Ulrike Krumbiegel (* 16. Dezember 1961 in Ost-Berlin) ist eine deutsche Schauspielerin und Hörbuchsprecherin.

## Leben

### Herkunft und Ausbildung
Ulrike Krumbiegel wurde in Berlin als eine von zwei Töchtern eines Außenhändlers und einer OP-Schwester geboren. Sie wuchs in Berlin-Mitte auf. 1976 hörte sie im damaligen DDR-Radio einen Aufruf „Schauspieler gesucht“. Im Alter von 15 Jahren bewarb sie sich daraufhin als Schülerin bei der Laienspielgruppe der Berliner Volksbühne, wurde angenommen und spielte dort unter anderem in Die Nacht nach der Abschlussfeier von Wladimir Tendrjakow.
Nach ihrer Schulausbildung (Abitur 1980 in Berlin-Mitte) absolvierte sie bis 1983 ihr Schauspielstudium an der Staatlichen Schauspielschule „Ernst Busch“ in Berlin.

### Theater
Ihr erstes Bühnenengagement bekam sie am Schweriner Theater, wo sie u. a. als Iphigenie und Minna von Barnhelm auf der Bühne stand. 1986 wechselte sie ans Deutsche Theater Berlin, wo sie bis 2001 insgesamt 15 Jahre ohne Unterbrechung festes Ensemblemitglied war und mit Regisseuren wie Frank Castorf, Jürgen Gosch und mehrfach mit Thomas Langhoff zusammenarbeitete. Krumbiegel spielte dort zahlreiche Rollen des klassischen Theaterrepertoires. In der Spielzeit 1989/90 trat sie als Natascha in Nachtasyl (Regie: Friedo Solter) auf. In der Saison 1990/91 war sie die Eve in Der zerbrochne Krug. In der Spielzeit 1991/92 übernahm sie die Titelrolle in einer Neuinszenierung des Kleist-Stücks Das Käthchen von Heilbronn (Insz.: Thomas Langhoff).
Weitere Stationen waren das Berliner Ensemble, die Münchener Kammerspiele, das Maxim-Gorki-Theater und das Residenztheater des Bayerischen Staatsschauspiels. Am Maxim-Gorki-Theater verkörperte sie in der Spielzeit 2001/02 erneut die Goethe’sche Iphigenie, in einer Inszenierung von Thomas Langhoff, mit Klaus Manchen (Thoas), Joachim Meyerhoff (Orest), Tilo Nest (Pylades) und Siegfried Terpoorten (Arkas) als Partnern. Am Münchner Residenztheater war sie in der Spielzeit 2003/04 (Inszenierung: Thomas Langhoff) die Hure Yvette im Brecht-Stück Mutter Courage und ihre Kinder, ihre Lagerhure war eine „abgewrackte, tragikomische Nummer zwischen Kaputtheit, Geilheit, Liebe und Geschäftstüchtigkeit“. In der Spielzeit 2003/04 trat sie am Berliner Ensemble als Gina Ekdal in Die Wildente auf (Regie: Thomas Langhoff). 2005 war sie an den Münchner Kammerspielen die Königin Gertrud in Hamlet (Regie: Lars-Ole Walburg). Am Deutschen Theater Berlin war Krumbiegel unter der Regie von Roger Vontobel in einer Theateradaption von Arthur Millers Broadway-Erfolgsbühnenstück Alle meine Söhne, das am 16. Dezember 2010 seine Premiere hatte, neben Jörg Pose als Kate Keller in der Hauptrolle zu sehen.

### Film und Fernsehen in der DDR
In der Spätphase der DDR wirkte Krumbiegel in zahlreichen TV-Filmen und in DEFA-Produktionen mit. Der Regisseur Bodo Fürneisen entdeckte sie während ihrer Studienzeit für den Film und gab ihr die weibliche Hauptrolle in seinem Fernsehfilm Komm mit mir nach Chicago (1981); Krumbiegel verkörperte darin die Rolle des 17-jährigen Kellnerlehrlings Anja, die sich „vom hässlichen Entlein zum schönen Schwan“ wandelt. Weitere Film- und Fernsehaufgaben für die DEFA und das Fernsehen der DDR folgten.
In dem Jugendfilm Schwierig sich zu verloben (1982/83) von Karl-Heinz Heymann übernahm Krumbiegel die Rolle der jungen Verkäuferin Barbara, deren Liebe zu dem Schlosser Wolle (Werner Tritzschler) in die Brüche geht, als sie ihm von ihrer Schwangerschaft berichtet. Im DEFA-Spielfilm Junge Leute in der Stadt (1984/85) spielte Ulrike Krumbiegel unter der Regie von Karl-Heinz Lotz die Verkäuferin Frieda, die sich, um ihre Stellung nicht zu verlieren, von ihrem Vorgesetzten Reinhard sexuell erpressen lassen muss. In dem DDR-Gegenwartsfilm Der Hut des Brigadiers (1986) stellte sie die Ehefrau eines jungen Bauarbeiters dar, der im Zuge der „Berlin-Initiative“ seine Heimat verlässt. In der Filmbiografie Fallada – Letztes Kapitel (1988) von Roland Gräf war sie das Dienstmädchen Anneliese, das dem Schriftsteller Hans Fallada und seiner Frau den Haushalt führt, und deren Affäre mit dem Schriftsteller dessen Ehe vor Probleme stellt. In Thomas Langhoffs Anna-Seghers-Verfilmung Der Aufstand der Fischer von St. Barbara (1988), verkörperte sie die Prostituierte Maria, eine lustlose Hafendirne, die sich nach einem ganz bestimmten Mann sehnt. In der Kriminalkomödie Der Bruch (1988) von Regisseur Frank Beyer, die als deutsch-deutsche Koproduktion entstand, spielte sie im Nachkriegs-Berlin des Jahres 1946 die junge Friseurin Tina, die „zu einem Ganoven hält und ihre Jugendfreunde abwehrt“.

### Nach der Wende
Nach der Wende erhielt Ulrike Krumbiegel weiterhin Rollen in anspruchsvollen Film- und Fernsehproduktionen, wie beispielsweise in Dietmar Kleins Komödie Der Erdnußmann (1992) oder in Im Namen der Unschuld (1997). Sie arbeitete u. a. mit den Regisseuren Margarethe von Trotta und Andreas Kleinert zusammen. Ab 2000 nahm Krumbiegel verstärkt Film- und Fernsehangebote an, trat jedoch weiterhin, wenngleich in reduziertem Umfang, auch in ausgewählten Produktionen weiterhin am Theater auf. Mittlerweile hat Krumbiegel in über 100 Film- und Fernsehproduktionen mitgewirkt.
In dem Filmdrama Heidi M. (2001) von Michael Klier spielte sie an der Seite von Katrin Saß deren Freundin Lilo. In dem Filmdrama Geschlecht: weiblich (2003) von Dirk Kummer verkörperte Krumbiegel die Hauptrolle, die 40-jährige Maklerin Dina, die, nachdem man bei ihr nach einer Routine-Untersuchung Brustkrebs diagnostiziert hat, beschließt, zunächst alleine gegen die Krankheit zu kämpfen, sich aber schließlich ihren Freundinnen anvertraut. Für ihre darstellerische Leistung wurde sie mit dem Deutschen Fernsehpreis ausgezeichnet. Im historischen Kinofilm Der Untergang (2004) übernahm sie die fiktive Rolle der Dorothee Kranz; sie war die Mutter des Hitlerjungen Peter. In dem Thriller Antikörper von Christian Alvart (2005) spielte sie Rosa Martens, die Frau eines Dorfpolizisten, die miterleben muss, wie ihr Mann von einem inhaftierten Serienkiller manipuliert wird. In dem Coming-of-Age-Film Meer is nich (2007) war sie die Mutter Karla, deren 17-jährige Tochter sich kurz vor ihrem Realschulabschluss in einer tiefen Phase der Selbstfindung und Unentschlossenheit befindet.
Im Januar 2018 lief im Kino der Film Die Anfängerin mit ihr in der Hauptrolle an. Ulrike Krumbiegel spielt darin, neben Annekathrin Bürger als Partnerin, eine desillusionierte Frau Ende Fünfzig, die ihre alte Leidenschaft neu entdeckt und versucht, sich ihren Kindheitstraum, Eiskunstläuferin zu werden, zu erfüllen, was ihr ihre dominante Mutter einst verboten hatte.

### Fernseharbeiten
Von 2002 bis 2013 spielte sie in der TV-Serie Bloch insgesamt zehn Jahre lang an der Seite von Dieter Pfaff Clara Born, die Lebensgefährtin des Psychotherapeuten Bloch. Hierdurch wurde sie auch dem Fernsehpublikum bekannt. 2005 spielte sie unter der Regie von Matti Geschonneck in seiner Ulrich-Woelk-Romanverfilmung Mord am Meer als Renate Siedler und bekam dafür positive Kritiken. Der Spiegel schrieb, Krumbiegel zeige in ihrer Rolle „exzellente Resignation“.
In dem Fernsehfilm Jenseits der Mauer (2009) verkörperte Krumbiegel gemeinsam mit Herbert Knaup das Ehepaar Pramann, das die zweijährige Tochter eines wegen „Republikfluchts“ zu sechs Jahren Haft verurteilten Ehepaars adoptiert und liebevoll aufnimmt. In dem Fernsehfilm Stilles Tal (2011) hatte sie eine der Hauptrollen als Gastwirtin des Ausflugslokals „Stilles Tal“ im sächsischen Müglitztal.
Im Thriller Im Netz (2013) stellte sie, an der Seite von Caroline Peters, die ermittelnde Kommissarin Sonja Theissen dar, deren anfängliches Misstrauen sich in Empathie für die Tatverdächtige, eine Unternehmensberaterin, die Wohnungen und Autos zur Vorbereitung eines terroristischen Anschlags angemietet haben soll, wandelt.
In dem Märchenfilm Die goldene Gans (2013) spielte sie, an der Seite von Ingo Naujoks, die Schwester des Königs und Tante der Hauptfigur Prinzessin Luise. In dem TV-Film Elly Beinhorn – Alleinflug (2014) war sie die Mutter der Fliegerin Elly Beinhorn.
In dem Fernsehfilm Mutter reicht’s jetzt (2016), eine Mischung aus Drama und Komödie, spielte sie die Hauptrolle der Barbara Weller, eine Frau in den Fünfzigern, die sich ihren Lebenstraum erfüllen will und neue Lust am Leben findet. In dem kammerspielartigen Psycho-Thriller Irgendwas bleibt immer (Erstausstrahlung: November 2019) verkörperte Krumbiegel die beste Freundin und Nachbarin der weiblichen Hauptfigur, der Ärztin Nina Dormer (Lisa Maria Potthoff). In der ZDF-„Herzkino“-Reihe spielte Krumbiegel in dem Inga-Lindström-Film Familienfest in Sommerby, der im November 2019 erstausgestrahlt wurde, an der Seite von Max Herbrechter die von ihrem Ehemann getrennt lebende Mutter und Großmutter Nora. In der ZDF-„Herzkino“-Filmreihe Nächste Ausfahrt Glück (2021) spielt sie die Mutter der weiblichen Hauptfigur, der Kindertagesstättenleiterin Katharina (Valerie Niehaus).

### Mitwirkung in Krimireihen
Mehrfach spielte sie in der Fernsehreihe Tatort mit. Im Münchner Außer Gefecht (Erstausstrahlung: Mai 2006) verkörperte sie die „wortkarge und pragmatische“ Altenpflegerin Inge Kehrer, deren Freund (dargestellt von Jörg Schüttauf) zwölf Menschen zu Tode gespritzt haben soll. Im Münsteraner Tatort: Summ, Summ, Summ (Erstausstrahlung: März 2013) war sie Ina Armbaum, die Managerin von Roman König alias Roland Kaiser. Im Kölner Tatort: Der Tod der anderen (Erstausstrahlung: Januar 2021) spielte sie die Hotelbesitzerin Bettina Mai alias Stasi-Agentin „IM Februar“, die Kommissar Freddy Schenk (Dietmar Bär) entführt. Kritiker nannten dies eine „Glanzrolle“ für Krumbiegel. 2022 folgte eine Gastrolle in dem Bremer Fall Tatort: Liebeswut.
Auch in der Krimireihe Polizeiruf 110 hatte Krumbiegel wiederholt Rollen. Im Polizeiruf 110: Der Tausch (Erstausstrahlung: März 1997) spielte sie die labile junge Mutter Katja Kraatz, die ihren eigenen Sohn, ein Schreikind, tötet und gemeinsam mit ihrem Mann versucht, die Schuld für ihre Tat einer asozialen, alkoholkranken jungen Frau (gespielt von Sophie Rois) anzuhängen. Im Polizeiruf 110: Jenseits (Erstausstrahlung: November 2007) verkörperte sie die alleinerziehende, verzweifelte Mutter Nina Hausner, deren 8-jähriger Sohn von ihrem Ex-Mann getötet wird. Im Polizeiruf 110: Muttertag (Erstausstrahlung: Mai 2017), war sie die „prollige und dubiose“ Putzfrau Heidi Schoppe, die, obwohl sie sein Handeln verachtet, ihren dringend tatverdächtigen Sohn (dargestellt von Anton Spieker) zu beschützen sucht.
Im Bella-Block-Krimi Die Frau des Teppichlegers (Erstausstrahlung: Oktober 2005), der für den Adolf-Grimme-Preis nominiert und mit dem Robert-Geisendörfer-Preis ausgezeichnet wurde, hatte sie die Rolle einer frustrierten Ehefrau, die zusammen mit ihrem Ehemann eine Vergewaltigung beobachtet, aber nichts unternimmt.
In der ZDF-Krimireihe Ein starkes Team vertrat sie 2013 als Kriminalhauptkommissarin Katharina Dammers ihre Schauspielkollegin Maja Maranow, die für einen Fall aussetzte. Für die ARD-Reihe Alles Verbrecher stand sie neben Daniel Rodic als Kommissarin Herta Frohwitter vor der Kamera; der erste Film der Reihe mit dem Titel Eiskalte Liebe wurde im April 2014 erstausgestrahlt.
Im ersten Krimi-Special Matula (Erstausstrahlung: April 2017) mit Claus Theo Gärtner übernahm sie eine der Hauptrollen als Wissenschaftlerin und Umweltforscherin Dr. Ann-Gret Dahus, die als ehemalige Gleichstellungsbeauftragte einer vergewaltigten Kollegin ihre Hilfe verweigerte. In der 6. Staffel der ZDF-Krimiserie Letzte Spur Berlin (April/Mai 2017) übernahm sie eine wiederkehrende Seriennebenrolle als Frisörin Renate Elbe, die Mutter der Polizeiermittlerin Lucy Elbe (Josephin Busch). In der ZDF-Krimireihe Stralsund (Erstausstrahlung: November 2017) verkörperte sie in der Folge Kein Weg zurück die Uni-Professorin Anke Liebrecht, eine neurechte Intellektuelle, die als geistige Brandstifterin des neu aufkeimenden Rechtsradikalismus präsentiert wird.
In der schwedischen Thriller-Serie Greyzone (2018) hatte sie eine Nebenrolle als deutsche Waffenfabrikantin Renate Gleisner; beim Drehen sprach Krumbiegel ihren Text in Englisch mit deutschem Akzent. In der ZDF-Serie Der Alte übernahm sie als Vorsitzende Richterin Emma Horvath, die um ihr Kind trauert, eine der Episodenhauptrollen in der ab April 2019 ausgestrahlten neuen Staffel. In der ZDF-Serie SOKO München (2020) spielte sie an der Seite von Nils Hohenhövel die Mutter eines Tatverdächtigen, die zur Mörderin wird.
Im 8. Film der ARD-Krimireihe Der Kroatien-Krimi (Erstausstrahlung: März 2020) übernahm Krumbiegel eine der Episodenrollen als Mutter einer erfolgreichen Pop-Sängerin, die gegen die Hochzeit ihrer Tochter mit dem Musikmanager Mate (Vladimir Korneev) ist.

### Privates
Krumbiegel ist Mutter einer erwachsenen Tochter, die sie allein großzog. Zu ihren Hobbys gehören Skifahren und Segeln. Sie lebt in Berlin-Mitte.

## Rollenprofil und Auszeichnungen
Ulrike Krumbiegel „gilt als eine der überzeugendsten Charakterdarstellerinnen Deutschlands“. Auf keinen bestimmten Typ festgelegt, spielte sie zu Beginn ihrer Karriere mehrfach zierliche Mädchen; später war sie häufig die schweigsame Frau im Hintergrund. Sie stellte oft naive oder verzweifelte Frauencharaktere dar, wobei sie ihre Wandelbarkeit mehrfach unter Beweis stellen konnte. Ihre Rollen zeichnen sich durch eine „große Bandbreite“ aus. In Kritiken wurden ihre „körperliche Zerbrechlichkeit“, ihre „Sinnlichkeit“ und das „Spröde“ in ihrer Darstellung hervorgehoben.
Für ihre Leistung im Fernsehfilm Geschlecht: weiblich von Dirk Kummer erhielt sie 2003 den Deutschen Fernsehpreis in der Kategorie „Beste Schauspielerin – Hauptrolle“. Im Jahr 2008 erhielt Krumbiegel die Goldene Kamera als beste Schauspielerin. Sie wurde damit für ihre Rolle in Polizeiruf 110: Jenseits geehrt. Sie gelangte in die Vorauswahl zum Deutschen Filmpreis 2009 in der Kategorie „Beste darstellerische Leistung – weibliche Nebenrolle“ für Anonyma – Eine Frau in Berlin. Für den Deutschen Fernsehpreis 2010 wurde sie als „Beste Schauspielerin“ (für ihre Rolle in Der verlorene Vater) nominiert.
Ulrike Krumbiegel ist Mitglied der Deutschen Filmakademie.

## Filmografie (Auswahl)
- 1982: Komm mit mir nach Chicago
- 1983: Schwierig sich zu verloben
- 1983: Der Staatsanwalt hat das Wort: Ein gefährlicher Fund (Fernsehreihe)
- 1984: Iphigenie in Aulis (Theateraufzeichnung)
- 1984: Polizeiruf 110: Freunde (Fernsehreihe)
- 1985: Junge Leute in der Stadt
- 1986: Jungfer Miras Mirakel
- 1986: Der Hut des Brigadiers
- 1987: Polizeiruf 110: Explosion (Fernsehreihe)
- 1988: Felix und der Wolf
- 1988: Fallada – Letztes Kapitel
- 1988: Der Aufstand der Fischer von St. Barbara
- 1989: Der Bruch
- 1990: Sehnsucht
- 1991: Heute sterben immer nur die andern
- 1991: Der zerbrochne Krug
- 1991: Der Rest, der bleibt (Fernsehfilm)
- 1991: Der Verdacht
- 1991: Schlaflose Tage
- 1992: Der Erdnußmann
- 1992: Miraculi
- 1992: Ärzte – Die Narbe des Himmels
- 1994: Polizeiruf 110: Totes Gleis (Fernsehreihe)
- 1995: Das Versprechen
- 1995: Der Kontrolleur
- 1996: Tatort: Buntes Wasser (Fernsehreihe)
- 1997: Polizeiruf 110: Der Tausch (Fernsehreihe)
- 1997: Im Namen der Unschuld
- 2001: Heidi M.
- 2001: Paulas Schuld
- 2001: Schimanski: Kinder der Hölle
- 2002: Tatort: Zahltag (Fernsehreihe)
- 2002: In einer Nacht wie dieser
- 2003: Mein Vater
- 2003: Geschlecht: weiblich
- 2003–2013: Bloch (Fernsehreihe, 22 Folgen)
- 2004: Der Stich des Skorpion
- 2004: Der Untergang
- 2004: Das Schwalbennest
- 2004: Tatort: Sechs zum Essen (Fernsehreihe)
- 2005: Mord am Meer
- 2005: Antikörper
- 2005: Bella Block: Die Frau des Teppichlegers (Fernsehreihe)
- 2006: Väter – denn sie wissen nicht, was sich tut
- 2006: Tatort: Außer Gefecht (Fernsehreihe)
- 2006: Mord auf Rezept
- 2006: Das Duo – Der Sumpf
- 2007: Jagdhunde
- 2007: Tatort: Das namenlose Mädchen (Fernsehreihe)
- 2007: Polizeiruf 110: Jenseits (Fernsehreihe)
- 2007: Meer is nich
- 2007: Tatort: Unter uns (Fernsehreihe)
- 2007: Solo für Schwarz – Tödliche Blicke
- 2008: Anonyma – Eine Frau in Berlin
- 2008: Hurenkinder
- 2008: Die Weisheit der Wolken
- 2008: Nachtschicht – Ich habe Angst (Fernsehreihe)
- 2008: Kommissar Stolberg – Gespenster (Fernsehserie)
- 2009: Mensch Kotschie
- 2009: Lutter: Mordshunger
- 2009: Jenseits der Mauer
- 2010: Der verlorene Vater
- 2010: Auftrag in Afrika
- 2010: Vater Morgana
- 2011: Stilles Tal
- 2012: Die Jagd nach dem weißen Gold
- 2012: Spreewaldkrimi: Eine tödliche Legende (Fernsehreihe)
- 2013: Tatort: Summ, Summ, Summ (Fernsehreihe)
- 2013: Im Netz
- 2013: Die goldene Gans (Fernsehfilm)
- 2013: Großstadtklein
- 2013: Danni Lowinski – Der letzte Tanz (Fernsehserie)
- 2013: Ein starkes Team: Die Frau des Freundes (Fernsehreihe)
- 2014: Elly Beinhorn – Alleinflug (Fernsehfilm)
- 2014: Alles Verbrecher – Eiskalte Liebe (Fernsehfilm)
- 2014: Zu mir oder zu dir? (Fernsehfilm)
- 2014: Sein gutes Recht (Fernsehfilm)
- 2014: Der Kriminalist – Die barfüßige Prinzessin (Fernsehserie)
- 2014: Unter der Haut (Fernsehfilm)
- 2015: Der Blindgänger (Fernsehfilm)
- 2015: Alles Verbrecher – Leiche im Keller (Fernsehfilm)
- 2015:  Der Alte – Folge 395: Tödlicher Verrat
- 2016: Mutter reicht’s jetzt (Fernsehfilm)
- 2017: Matula (Pilotfilm zur Fernsehserie)
- 2017: Happy Burnout
- 2017: Letzte Spur Berlin (Fernsehserie, drei Folgen)
- 2017: Polizeiruf 110: Muttertag (Fernsehreihe)
- 2017: In Wahrheit: Mord am Engelsgraben
- 2017: Die Anfängerin
- 2017: Stralsund: Kein Weg zurück (Fernsehreihe)
- 2017: Spreewaldkrimi: Zwischen Tod und Leben (Fernsehreihe)
- 2018: Back for Good
- 2018: Tatort: Tollwut (Fernsehreihe)
- 2018: Greyzone (Fernsehserie)
- 2019: Der Alte – Schuld und Sühne (Fernsehserie)
- 2019: Inga Lindström: Familienfest in Sommerby (Fernsehreihe)
- 2019: Irgendwas bleibt immer (Fernsehfilm)
- 2020: SOKO München – Affenliebe (Fernsehserie)
- 2020: Der Kroatien-Krimi: Tränenhochzeit (Fernsehreihe)
- 2020: Big Dating (Fernsehserie,fünf Folgen)
- 2021: Tatort: Der Tod der Anderen (Fernsehreihe)
- seit 2021: Nächste Ausfahrt Glück (Fernsehreihe)
  - 2021: Beste Freundinnen
  - 2022: Song für die Freiheit
  - 2023: Familienbesuch
  - 2023: Katharinas Entscheidung
  - 2024: Übers Ziel hinaus
  - 2024: Endlich ich
- 2021: Letzte Spur Berlin (Fernsehserie, drei Folgen)
- 2022: Tatort: Liebeswut (Fernsehreihe)
- 2022: Tatort: In seinen Augen
- 2023: Käthe und ich: Freundinnen für immer (Fernsehreihe)
- 2023: Zwei Weihnachtsmänner sind einer zu viel (Fernsehfilm)
- 2023: Kommt ein Vogel geflogen

## Theater
- 1986: Johann Wolfgang von Goethe: Egmont (Klärchen), Regie: Friedo Solter (Deutsches Theater Berlin)
- 1988: Michail Bulgakow: Paris, Paris (Schneiderin), Regie: Frank Castorf (Deutsches Theater Berlin)
- 1990: Heinrich von Kleist: Der zerbrochne Krug (Eve), Regie: Thomas Langhoff (Deutsches Theater Berlin)
- 1990: Maxim Gorki: Nachtasyl (Natascha), Regie: Friedo Solter (Deutsches Theater Berlin)
- 1991: Peter Turrini: Der Minderleister (Arbeiterin), Regie: Carl-Hermann Risse (Deutsches Theater Berlin)

## Hörbücher
- Simone Schneider: Die Schöne und das Tier : Hörspiel. Freiburg [u. a.] 1994, ISBN 3-451-31013-9.
- Monika Feth: Meine schrecklich liebe, kleine Schwester. Hamburg 1998, ISBN 3-8291-0805-2.
- John Grisham: Der Partner : Hörspiel. München 2000, ISBN 3-453-18128-X.
- Kurt Tucholsky: Rheinsberg: Ein Bilderbuch für Verliebte Berlin 2001, ISBN 3-89813-158-0.
- Damals in der DDR: Feature eine vierteilige Hördokumentation nach der gleichnamigen Fernsehserie, eine Produktion von MDR Figaro in Koproduktion mit MDR. Köln 2004.
- Kjell Eriksson: Das Steinbett : Kriminalhörspiel. Berlin 2005, ISBN 3-89813-461-X.
- Johann Wolfgang von Goethe: Iphigenie auf Tauris, Argon-Verlag, 2007, ISBN 978-3-86610-181-4.
- Marina Lewycka: Kurze Geschichte des Traktors auf Ukrainisch, Hörspiel. München 2007, ISBN 978-3-86717-077-2.
- Anna Seghers: Aufstand der Fischer von St. Barbara Berlin 2008, ISBN 978-3-89813-755-3.
- Erin Hunter: Feuer und Eis. Weinheim 2008, ISBN 978-3-407-81046-5.
- Erin Hunter: In die Wildnis. Weinheim 2008, ISBN 978-3-407-81045-8.
- Hans Christian Andersen: Die kleine Seejungfrau. Köln 2010, ISBN 3-89830-253-9.

## Hörspiele (Auswahl)
- 1985: Kurt Tucholsky: Rheinsberg (Claire), Regie: Barbara Plensat (Hörspiel – Rundfunk der DDR)
- 1985: Franz Fühmann: Das blaue Licht (Hexe), Regie: Barbara Plensat (Fantasy, Märchen für Erwachsene – Rundfunk der DDR)
- 1986: Walter Jens nach Euripides: Der Untergang (Kassandra), Regie: Barbara Plensat (Hörspiel nach der Tragödie: Die Troerinnen – Rundfunk der DDR)
- 1987: Georg Hirschfeld: Pauline (Lucie), Regie: Werner Grunow (Hörspiel – Rundfunk der DDR)
- 1988: Homer: Die Irrfahrten des Odysseus (Kalypso), Regie: Werner Buhss (Kinderhörspiel (6 Teile) – Rundfunk der DDR)
- 1988: Hans Christian Andersen: Die kleine Seejungfrau (Undine), Regie: Werner Buhss (Kinderhörspiel – Litera)
- 1989: Peter Brasch: Santerre (Jean), Regie: Joachim Staritz (Hörspiel – Rundfunk der DDR)
- 1991: Jacob Grimm/Wilhelm Grimm: Sex-Märchen zur Nacht (Königstochter), Regie: Barbara Plensat (Märchen für Erwachsene – Funkhaus Berlin)
- 1992: Reinhard Lakomy & Monika Ehrhardt: Der Wasserkristall (Quingel), Regie: Rainer Schwarz (Geschichtenlieder-Hörspiel – DSB)
- 1994: Michael Koser Ufos über Professor Van Dusen, Regie: Sylvia Rauer und Rainer Clute (DKultur)
- 1995: Reinhard Lakomy & Monika Ehrhardt: Der Regenbogen (Quingel), Regie: Jürgen Thormann (Geschichtenlieder-Hörspiel – Sony Music)
- 1996: Waleri Petrow: Die Zauberperle (Telefon-Stimme), Regie: Werner Buhss (Kinderhörspiel – MDR/DLR)
- 1996: Franz Zauleck: Olga bleibt Olga – Regie: Karlheinz Liefers (Kinderhörspiel – DLR Berlin)
- 1996: Karl Kirsch: Arthur, Regie: Albrecht Surkau (Kriminalhörspiel – DLR)
- 1996: Dacia Maraini: Stimmen – Regie: Götz Fritsch (WDR)
- 1998: Peter Steinbach: Warum ist es am Rhein so schön … (Eva), Regie: Hans Gerd Krogmann (Hörspiel – WDR/DLR)
- 2003: Dylan Thomas: Unter dem Milchwald (Polly Garter), Regie: Götz Fritsch (Hörspiel – MDR)
- 2008: Torsten Buchsteiner: Krieger. Regie: Annette Kurth (Hörspiel – WDR)
- 2009: Carl Ceiss: Engel von Bremen, Regie: Ulrich Lampen (Hörspiel – RB/SR)
- 2010: Lew Tolstoi: Und das Licht scheint in der Finsternis, Regie: Elisabeth Panknin, Bearbeitung (Wort): Gerhard Ahrens, (Länge: 54'41 Hörspiel – DLF)
- 2010: Tennessee Williams: Licht unter Tage, Regie: Annette Kurth (Hörspiel – WDR)
- 2011: Marianne Zückler: Die Läuferin (Irene), Regie: Andrea Getto (Hörspiel – RBB/NDR)
- 2013: Ingrid Strobl: Old Man Prison Blues, Regie: Thom Kubli (WDR)
- 2014: Ingo Schulze: Das „Deutschlandgerät“, Regie: Stefan Kanis (Hörspiel – MDR)
- 2016: Reinhard Lakomy & Monika Ehrhardt: Die Sonne (Quingel), Regie: Monika Ehrhardt (Geschichtenlieder-Hörspiel – Sony Music)
- 2018: Juli Zeh: Unterleuten, Regie: Judith Lorentz (NDR/rbb)
- 2018: Cixin Liu: Der dunkle Wald. Regie: Martin Zylka (Hörspiel – WDR)[37]